# M/S Jewel of the Seas

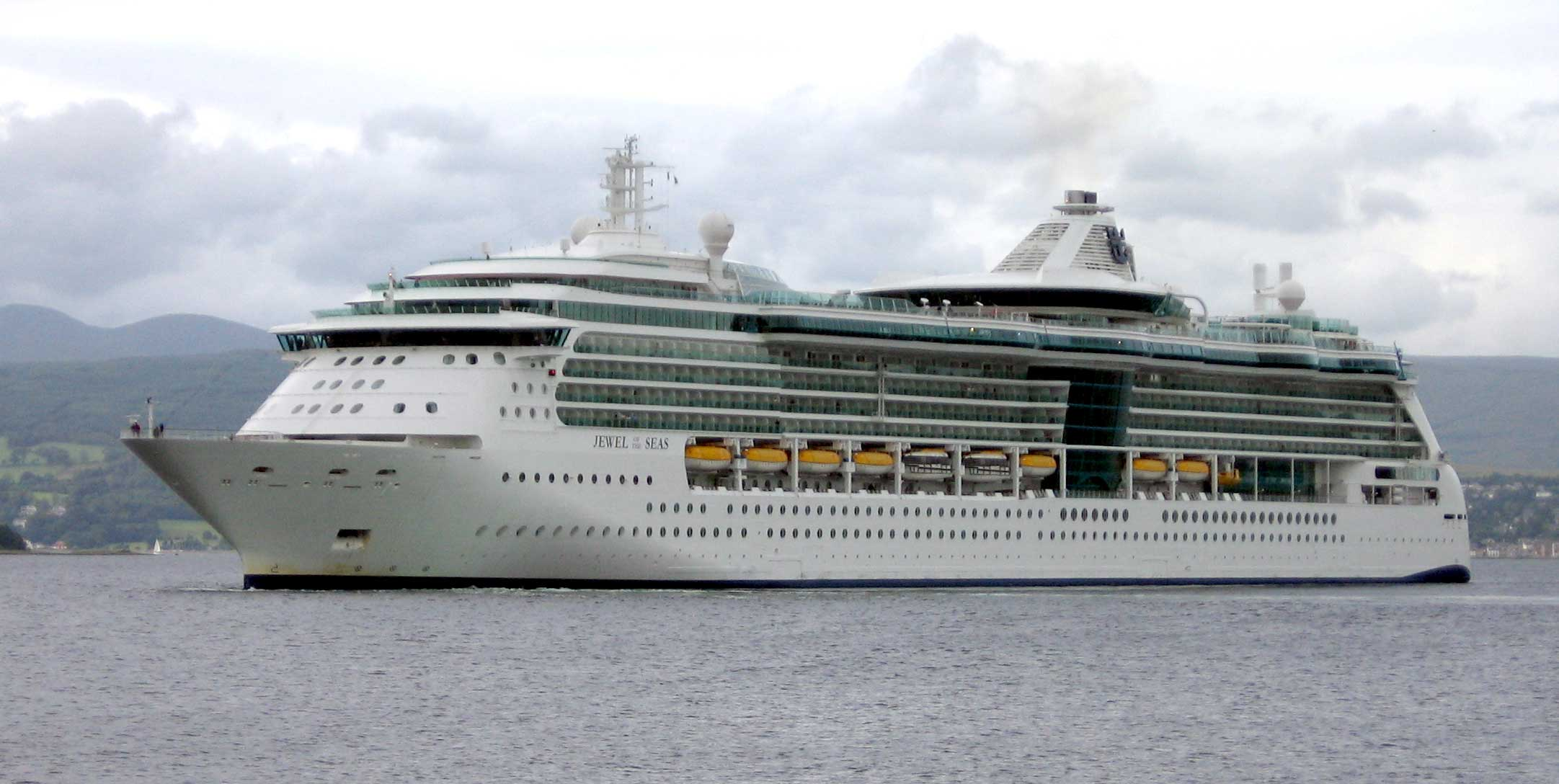
M/S Jewel of the Seas

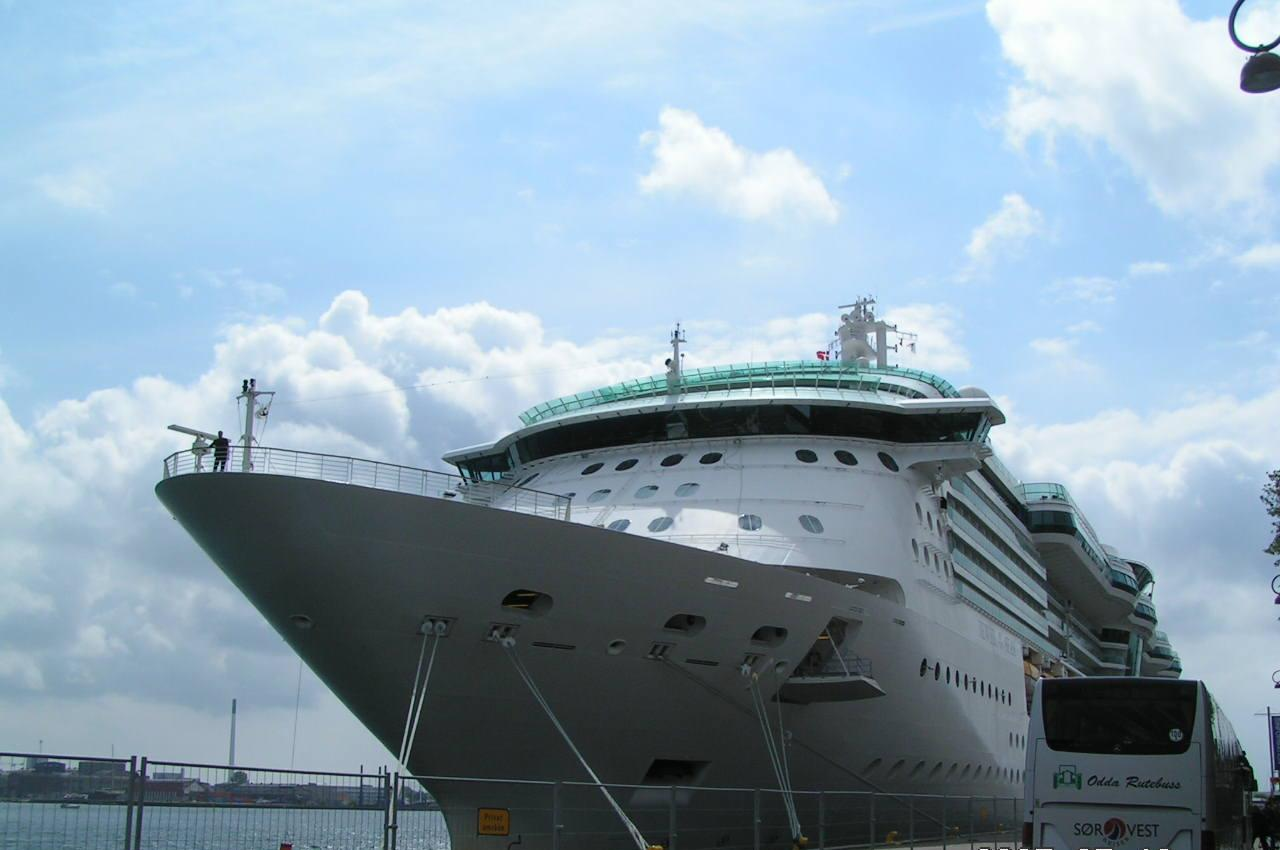
Närbild av fören.

M/S Jewel of the Seas är ett kryssningsfartyg som ägs av Royal Caribbean International.

## Tekniska data
- Byggd: 2004 av Jos L Meyer Werft, Papenburg (Ems), Tyskland.
- Varvsnummer: 658.
- Längd: 293 m.
- Bredd: 32 m.
- Djup: 9 m.
- Passagerare: 2100
- Hytter: ?
- Hyttplatser: 2100
- Fart: 24 knop
- Vikt: 90 090 ton
- IMO nr: 9228356
- Maskineri: Två General-Electric Marine-Fincantieri gasturbiner.